# ダンレイヴン＝マウント・アール伯爵
ダンレイヴン＝マウント・アール伯爵（ダンレイヴン＝マウント・アールはくしゃく、英: Earl of Dunraven and Mount-Earl）は、アイルランド貴族の爵位。1822年に創設され、2011年に廃絶した。

## 歴史
リムリック県出身のヴァレンタイン・リチャード・クィン(1752–1824)は1781年6月8日にアイルランドの準男爵に叙された。彼は1799年にアイルランド庶民院議員になり、1800年7月31日にアイルランド貴族であるリムリック県アデアにおけるアデア男爵、1816年2月5日にリムリック県におけるマウント・アール子爵、1822年2月5日にダンレイヴン＝マウント・アール伯爵とアデア子爵に叙された。
2代伯爵ウィンダム・クィン(1782–1850)はホイッグ党、のちにピール派の政治家であり、連合王国庶民院議員、アイルランド貴族代表議員を務めた。妻が1814年に実家の遺産を相続したため、彼は1815年に妻の旧姓ウィンダムを姓に加えた。
3代伯爵エドウィン・リチャード・ウィンダム＝クィン(1812–1871)は保守党の政治家であり、連合王国庶民院議員とリムリック統監を務め、1866年6月12日に連合王国貴族であるケンリー男爵に叙された。
4代伯爵ウィンダム・トマス・ウィンダム＝クィン(1841–1926)は陸軍の軍人としてアビシニア遠征、第二次ボーア戦争、第一次世界大戦に参戦したほか、保守党の政治家としては植民地省政務次官、リムリック統監を務めた。彼には息子がおらず、その死をもってケンリー男爵位が廃絶、それ以外の爵位は3代伯爵の弟の孫にあたるウィンダム・ヘンリー・ウィンダム＝クィン(1857–1952)が継承した。彼は襲爵以前に庶民院議員を務めた。
5代伯爵の孫にあたる7代伯爵サディー・ウィンダム・トマス・ウィンダム＝クィン(1939–2011)が女子一人のみを遺して2011年に死去すると、爵位はすべて廃絶した。

## ダンレイヴン＝マウント・アール伯爵（1822年）
- 初代ダンレイヴン＝マウント・アール伯爵ヴァレンタイン・リチャード・クィン（1752年 – 1824年）
- 第2代ダンレイヴン＝マウント・アール伯爵ウィンダム・ウィンダム＝クィン（英語版）（1782年 – 1850年）
- 第3代ダンレイヴン＝マウント・アール伯爵エドウィン・リチャード・ウィンダム＝クィン（英語版）（1812年 – 1871年）
- 第4代ダンレイヴン＝マウント・アール伯爵ウィンダム・トマス・ウィンダム＝クィン（英語版）（1841年 – 1926年）
- 第5代ダンレイヴン＝マウント・アール伯爵ウィンダム・ヘンリー・ウィンダム＝クィン（英語版）（1857年 – 1952年）
- 第6代ダンレイヴン＝マウント・アール伯爵リチャード・サウスウェル・ウィンダム・ロバート・ウィンダム＝クィン（英語版）（1887年 – 1965年）
- 第7代ダンレイヴン＝マウント・アール伯爵サディー・ウィンダム・トマス・ウィンダム＝クィン（英語版）（1939年 – 2011年）